# Liste der Bischöfe von Molfetta
Die folgenden Personen waren Bischöfe von Molfetta (Italien):
- Johannes (1136)[1]
- Riccardus (1155–1162)
- Johannes (1179)
- ? (1184/1188)
- ? (1200)
- Accarinus (1205–1218)
- Risandus (1222–1271)
- Petrus (1271–1276)
- Angelo da Saraceno (1280–1287)
- Paulus OFM (1295–1303)
- Giacomo (1321–1336)
- Leo (1344–1362)
- Nicolò Albus (1375–1384)
- Simone Lopa (1386–1401)
- Giovanni Brancia (1401–1412)
- Paolo di Giovinazzo (1412–?)
- Pietro Picci de Barulo (1421–1427)
- Gentile Del Monte (1427–1432)
- Andrea Della Rocca (1433–1472)
- Leonardo Palmieri (1472)
- Giovanni Battista Cibò (1473–1484)
- Angelo Lacerti (1484–1508)
- Alessio Celadoni di Celadonia (1508–1517)
- Ferdinando Ponzetti (1517–1518)
- Giacomo Ponzetti (1518–1553)
- Nicola Maggiorani (1553–1566)
- Maggiorano  Maggiorani (1566–1597)
- Offredo de Offredi (1598–1606)
- Giovanni Antonio Bovio OCarm (1607–1622)
- Giacinto Petroni OP (1622–1647)
- Giovanni Tommaso Pinelli CR (1648–1666) (dann Bischof von Albenga)
- Francesco Marini (de Marinis) (1666–1670)
- Carlo Loffredi CR (1670–1691) (dann Erzbischof von Bari)
- Pietro Vecchia OSB (1691–1695)
  - Domenico Belisario Belli (1696–1701) (Apostolischer Administrator)
- Giovanni degli Effetti (1701–1712)
- Fabrizio Salerno (1713 oder 1714–1754)
- Celestino Orlandi OSBCel. (1754–1775)
- Gennaro Antonucci (1775–1804)
- Domenico Antonio Cimaglia (1818–1819)
- Filippo Giudice Caracciolo CO (1820–1833) (dann Erzbischof von Neapel)
- Giovanni Costantini (1837–1852)
- Niccola Guida (1852–1862)
- Gaetano Rossini (1867–1890)
- Pasquale Corrado (1890–1894)
- Pasquale Picone (1895–1917)
- Giovanni Iacono (1918–1921) (dann Bischof von Caltanissetta)
- Pasquale Gioia CRS (1921–1935)
- Achille Salvucci (1935–1978)
- Aldo Garzia (1978–1982)
- Antonio Bello (1982–1993)
- Donato Negro (1993–2000) (dann Erzbischof von Otranto)
- Luigi Martella (2000–2015)
- Domenico Cornacchia (seit 2016)